# Ghiacciaio Gabites
Il ghiacciaio Gabites è un ghiacciaio lungo circa 2 km situato nella regione centro-occidentale della Dipendenza di Ross, in Antartide. Il ghiacciaio, il cui punto più alto si trova a circa 2000 m s.l.m., si trova in particolare sul versante sud-orientale della dorsale Willett, nell'entroterra della costa di Scott, dove fluisce verso nord-est partendo dall'Altopiano Antartico e scorrendo giù per il versante sud-occidentale della valle di Barwick, a sud della valle di Caffin, senza però arrivare sul fondo della valle e terminando invece molto vicino al flusso del ghiacciaio Walker.

## Storia
Il ghiacciaio Gabites è stato mappato dai membri della spedizione Terra Nova, condotta dal 1910 al 1913 e comandata dal capitano Robert Falcon Scott, ma è stato così battezzato solo nel 2005 dal Comitato neozelandese per i toponimi antartici in onore di Isobel (Helen) Gabites che, nella stagione 1982-83, prese parte a una delle spedizioni antartiche effettuate dall'Università Victoria di Wellington nei pressi del monte Bastion e dei colli Allan, siti proprio vicini al ghiacciaio.